# Рубио, Матиас
Матиас Мартин Рубио Костнер (исп. Matías Martín Rubio Kostner; 8 августа 1988, Сантьяго, Чили) — чилийский футболист, полузащитник .

## Карьера
Футбольную карьеру начинал 2007 году в «Универсидад Католика». В 2013 году переходит в «Депортес Консепсьон». В 2016 году перешел в «Рейнджерс де Талька». Летом 2016 года стал игроком казахстанского клуба «Акжайык».